# Germanisches Nationalmuseum
Het Germanisches Nationalmuseum, voorheen Germanisches Museum, is een Duits museum in Neurenberg. De Straße der Menschenrechte van de kunstenaar Dani Karavan leidt naar de ingang van het museum. De museumcollectie bevat voorwerpen, die betrekking hebben op cultuur en kunst uit het gehele Duitse taalgebied, van de prehistorie tot de moderne tijd. Met 1,3 miljoen objecten is het museum het grootste Duitse museum voor cultuurgeschiedenis.
In 1852 werd het museum opgericht door een groep onder leiding van Hans Freiherr von und zu Aufseß. Zijn doel was een collectie te verzamelen van alle soorten kunst en cultuur uit het Duitse taal- en cultuurgebied.